# Coquille d'argent de la meilleure actrice
La Coquille d'argent de la meilleure actrice (espagnol : Concha de Plata a la mejor actriz ; basque : Emakumezko Aktore Onenaren Zilarrezko Maskorra) est une récompense décernée au Festival de Saint-Sébastien à une actrice ayant joué dans les films de la sélection officielle.
La catégorie s'est appelée Prix Zulueta d’interprétation féminine pour l'édition de 1960, puis Prix Saint Sébastien de la meilleure interprétation féminine entre 1961 et 1989. L'intitulé actuel date de l'édition 1990.
Aux éditions de 1953 et 1954, seules furent primées des actrices espagnoles. L'édition de 1955 était spécialisée dans les films en couleurs et ne distribua que des récompenses sur la qualité. Entre 1980 et 1984 la distinction ne fut pas attribuée à cause de la perte du classement en catégorie A de la FIAPF.

## Palmarès
| Année | Actrice                                                               | Film                                                 | Titre original                                  |
| ----- | --------------------------------------------------------------------- | ---------------------------------------------------- | ----------------------------------------------- |
| 1953  | Julia Martínez                                                        | Hay un camino a la derecha                           |                                                 |
| 1954  | Marisa de Leza                                                        | La patrulla                                          |                                                 |
| 1956  | Luisa Della Noce                                                      | Le Disque rouge                                      | Il ferroviere                                   |
| 1957  | Giulietta Masina                                                      | Les Nuits de Cabiria                                 | Le notti di Cabiria                             |
| 1958  | Jacqueline Sassard                                                    | Nata di marzo                                        |                                                 |
| 1959  | Audrey Hepburn                                                        | Au risque de se perdre                               | The Nun's Story                                 |
| 1960  | Joanne Woodward                                                       | L'Homme à la peau de serpent                         | The Fugitive Kind                               |
| 1961  | Pina Pellicer                                                         | La Vengeance aux deux visages                        | One-Eyed Jacks                                  |
| 1962  | Anne Bancroft                                                         | Miracle en Alabama                                   | The Miracle Worker                              |
| 1963  | Lee Remick                                                            | Le Jour du vin et des roses                          | Days of Wine and Roses                          |
| 1964  | Ava Gardner                                                           | La Nuit de l'iguane                                  | The Night of the Iguana                         |
| 1965  | Lilli Palmer                                                          | Opération Crossbow                                   | Operation Crossbow                              |
| 1966  | Evangelina Salazar                                                    | Del brazo y por la calle                             |                                                 |
| 1967  | Serena Vergano                                                        | Una historia de amor                                 |                                                 |
| 1968  | Monica Vitti                                                          | La Fille au pistolet                                 | La ragazza con la pistola                       |
| 1969  | Stefania Sandrelli                                                    | La Maîtresse de Gramigna                             |                                                 |
| 1969  | Ludmila Tchoursina                                                    | Zhuravusha                                           |                                                 |
| 1970  | Stéphane Audran                                                       | Le Boucher                                           |                                                 |
| 1971  | Graciela Borges                                                       | Crónica de una señora                                |                                                 |
| 1972  | Mia Farrow                                                            | Sentimentalement vôtre                               | Follow me!                                      |
| 1973  | Glenda Jackson                                                        | Une maîtresse dans les bras, une femme sur le dos    | A Touch of Class                                |
| 1973  | Françoise Fabian                                                      | La Bonne Année                                       |                                                 |
| 1974  | Sophia Loren                                                          | Le Voyage                                            | Il viaggio                                      |
| 1975  | Gena Rowlands                                                         | Une femme sous influence                             | A Woman Under the Influence                     |
| 1976  | Helen Morse                                                           | Caddie                                               |                                                 |
| 1977  | Katherine Hunter                                                      | Der Mädchenkrieg                                     |                                                 |
| 1978  | Carol Burnett                                                         | Un mariage                                           | A Wedding                                       |
| 1979  | Laura Betti                                                           | Il piccolo Archimede                                 |                                                 |
| 1985  | Mercedes Sampietro                                                    | Extramuros                                           |                                                 |
| 1986  | Ángela Molina                                                         | La mitad del cielo                                   |                                                 |
| 1987  | Victoria Abril                                                        | El Lute, marche ou crève                             | El Lute (camina o revienta)                     |
| 1988  | Cipe Lincovsky et Liv Ullmann                                         | La amiga                                             |                                                 |
| 1989  | Mirjana Joković                                                       | Eversmile, New Jersey                                |                                                 |
| 1990  | Margherita Buy                                                        | La Semaine du Sphinx                                 |                                                 |
| 1991  | Deborra-Lee Furness, Noni Hazlehurst, Helen Jones (en) et Fiona Press | Waiting                                              |                                                 |
| 1992  | Krystyna Janda                                                        | Zwolnieni z zycia                                    |                                                 |
| 1993  | Niki Karimi                                                           | Sara                                                 | سارا                                            |
| 1994  | Ning Jing                                                             | Paoda shuangdeng                                     |                                                 |
| 1995  | Victoria Abril                                                        | Personne ne parlera de nous quand nous serons mortes | Nadie hablará de nosotras cuando hayamos muerto |
| 1996  | Norma Aleandro                                                        | Sol de otoño                                         |                                                 |
| 1997  | Julie Christie                                                        | Afterglow                                            |                                                 |
| 1998  | Jeanne Balibar                                                        | Fin août, début septembre                            |                                                 |
| 1999  | Aitana Sánchez-Gijón                                                  | Volavérunt                                           |                                                 |
| 2000  | Carmen Maura                                                          | Mes chers voisins                                    | La comunidad                                    |
| 2001  | Pilar López de Ayala                                                  | Juana la Loca                                        |                                                 |
| 2002  | Mercedes Sampietro                                                    | Lugares comunes                                      |                                                 |
| 2003  | Laia Marull                                                           | Ne dis rien                                          | Te doy mis ojos                                 |
| 2004  | Connie Nielsen                                                        | Brothers                                             | Brødre                                          |
| 2005  | Anna Geislerová                                                       | Stesti                                               | lgo parecido a la felicidad                     |
| 2006  | Nathalie Baye                                                         | Mon fils à moi                                       |                                                 |
| 2007  | Blanca Portillo                                                       | Siete mesas de billar francés                        |                                                 |
| 2008  | Tsilla Chelton                                                        | La Boîte de Pandore                                  | Pandora'nın Kutusu                              |
| 2008  | Melissa Leo                                                           | Frozen River                                         |                                                 |
| 2009  | Lola Dueñas                                                           | Yo, también                                          |                                                 |
| 2010  | Nora Navas                                                            | Pain noir                                            | Pa negre                                        |
| 2011  | María León                                                            | La voz dormida                                       |                                                 |
| 2012  | Macarena García                                                       | Blancanieves                                         |                                                 |
| 2012  | Katie Coseni                                                          | Foxfire                                              |                                                 |
| 2013  | Marian Álvarez                                                        | La herida                                            |                                                 |
| 2014  | Paprika Steen                                                         | Stille hjerte                                        |                                                 |
| 2015  | Yordanka Ariosa                                                       | El rey de La Habana                                  |                                                 |
| 2016  | Fan Bingbing                                                          | I Am Not Madame Bovary                               |                                                 |
| 2017  | Sofía Castiglione                                                     | Alanis                                               | .                                               |
| 2018  | Pia Tjelta                                                            | Blind Spot                                           |                                                 |
| 2019  | Nina Hoss                                                             | L'Audition                                           | Das Vorspiel                                    |
| 2020  | Ia Sukhitashvili                                                      | Au commencement                                      |                                                 |